# Menhir de Men Glas
Le menhir de Men Glas est un menhir situé à Erdeven dans le département français du Morbihan.

## Protection
Le menhir est inscrit au titre des monuments historiques par arrêté du 24 juillet 2023.

## Description
Le menhir est constitué d'un bloc en granite. Il mesure 3,80 m de hauteur pour une section rectangulaire à la base de 1,60 m sur 1 m.